# Еріка Роуз
Еріка Роуз (англ. Erica Rose, 6 липня 1982) — американська плавчиня.
Чемпіонка світу з водних видів спорту 1998 року.